# Henri Laurens
Henri Laurens (* 18. února 1885 Paříž – 5. května 1954 Paříž) byl francouzský sochař, grafik a ilustrátor.

## Život
Henri Laurens pocházel z rodiny bednáře a zprvu pracoval jako kameník a tvůrce ornamentálních dekorací na domech. Zároveň navštěvoval večerní kursy kreslení Père Perrina a roku 1902 se přestěhoval na Montmartre. Zde se později seznámil a oženil s Marthe Duverger, která byla modelem pro jeho rané práce. Marthe Laurens byla blízkou přítelkyní manželky Georgese Braqua, Marcelle.
Laurens onemocněl tuberkulózou kostí a ve věku dvaceti čtyř let se musel podrobit amputaci nohy. Po krátkém pobytu v uměleckém studiu La Ruche na Montparnassu se vrátil v roce 1911 na Montmartre a žil poblíž svého přítele Georgese Braqua.
Laurens se roku 1913 poprvé zúčastnil Salonu nezávislých a o dva roky později mu uspořádal první autorskou výstavu obchodník s uměním Léonce Rosenberg. V témže roce ilustroval sbírku básní svého přítele Pierre Reverdyho. Po válce spolu s ostatními moderními výtvarníky spolupracoval s Galerií Simon Daniela-Henry Kahnweilera a později pracoval přímo pro sběratele umění Jacquese Douceta a Charlese de Noailles, pro scénografa Jean-Michel Francka a na výpravách k baletním představením Sergeje Ďagileva. Roku 1938 putovala společná výstava Laurense, Picassa a Braqua po skandinávských městech (Oslo, Stockholm, Kodaň).

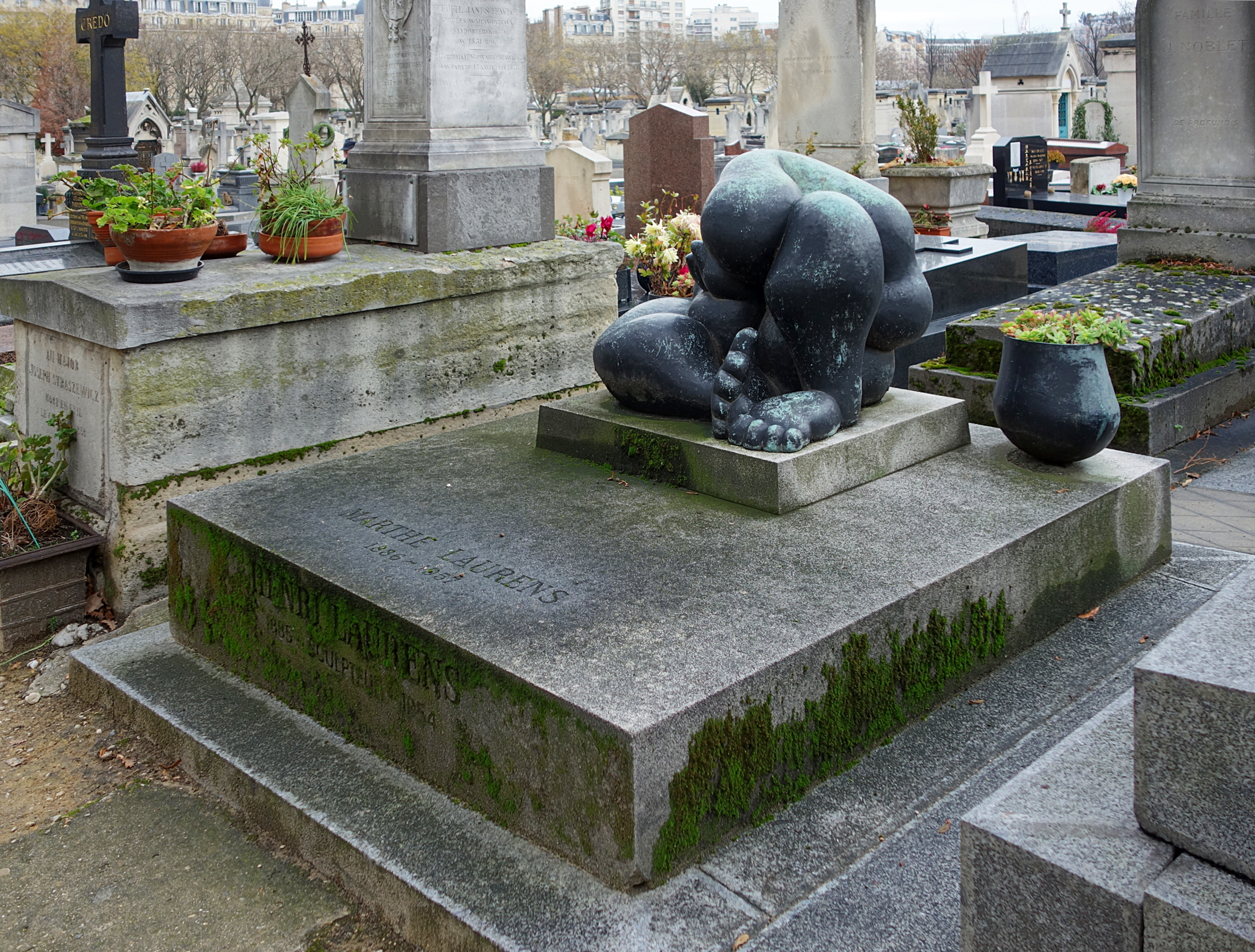
Henri Laurens, hrob, Montparnasse cimetiere

Od dvacátých let trávil část roku na venkově poblíž Marly a nechal se inspirovat přírodou. Během okupace Francie za druhé světové války žil v ústraní a kromě sochařství se věnoval také ilustracím. Roku 1950 se zúčastnil Benátského bienále, kde hlavní cenu za malbu obdržel Henri Matisse. Na protest, že Laurens nebyl oceněn za plastiku, věnoval mu polovinu své odměny. Laurens obdržel hlavní cenu za sochařství až roku 1953 na bienále v Sao Paulo.
Henri Laurens zemřel náhle na ulici v Paříži dne 5. května 1954 ve věku 69 let. Je pohřben na hřbitově na Montparnassu v hrobě nesoucím jeho plastiku La Douleur (Bolest).

### Ocenění
- Řád Čestné legie (odmítl převzít)
- 1953 Hlavní cena, bienále Sao Paulo

## Dílo

### Sochařská tvorba
Raná díla Henri Laurense, kam patří například portrét jeho ženy, byla ovlivněna Rodinem a jsou dnes ztracena nebo zničena. Později studoval díla francouzského románského a gotického sochařství a po roce 1911 si osvojil principy analytického kubismu a sestavoval kubistická zátiší a reliéfy.

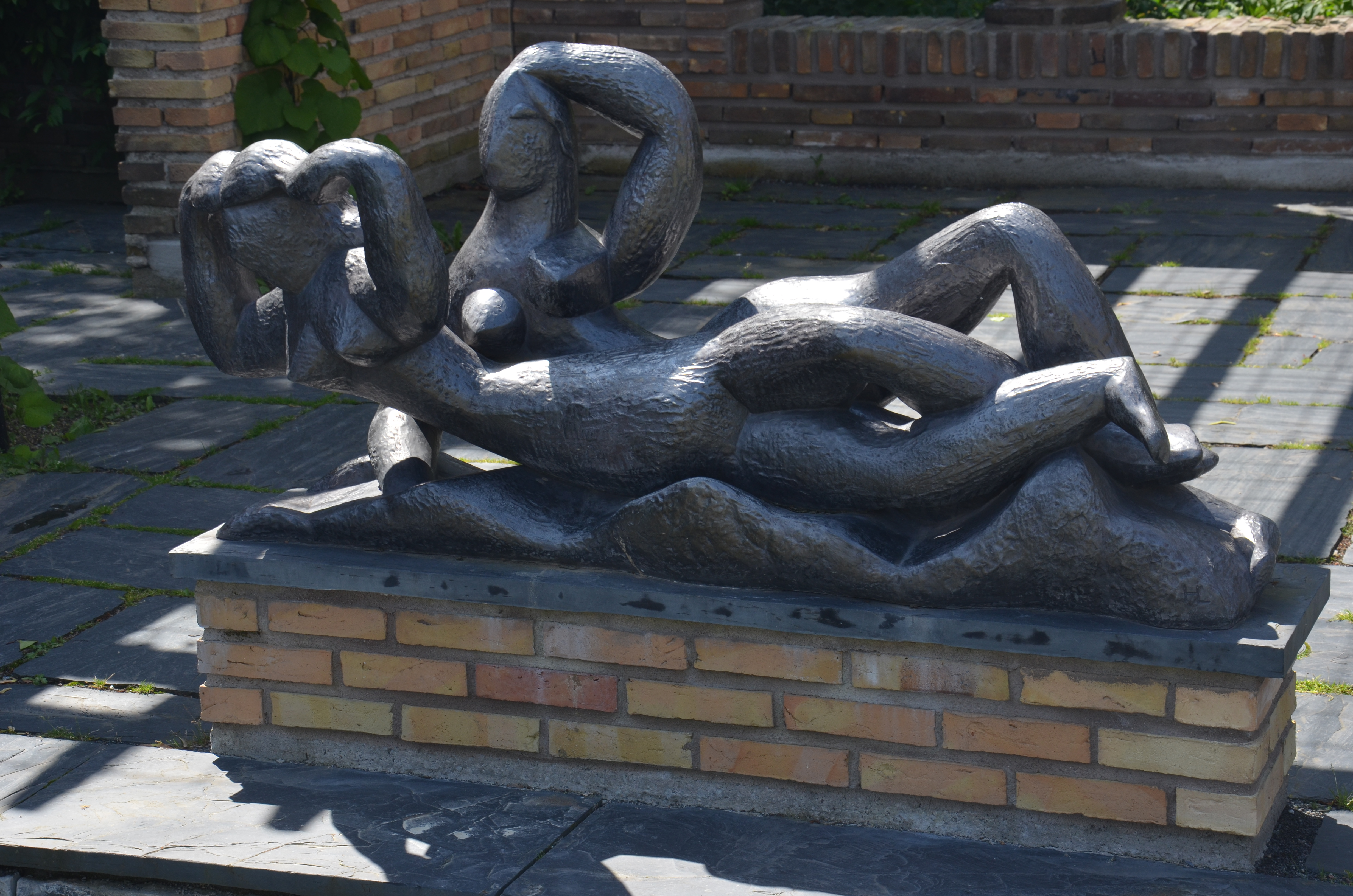
Henri Laurens, Les Ondines

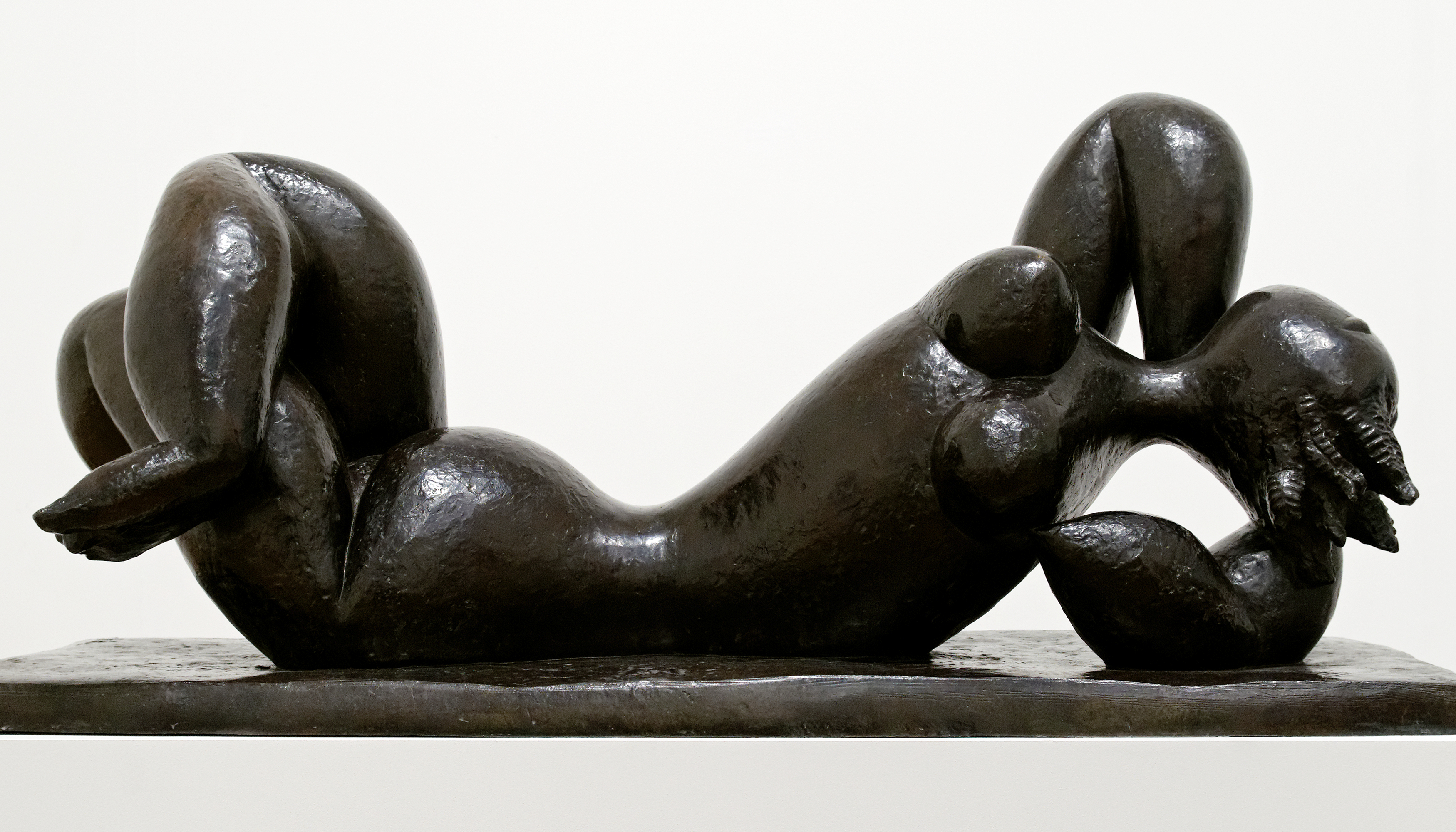
Henri Laurens, Autumn (Tate Modern)

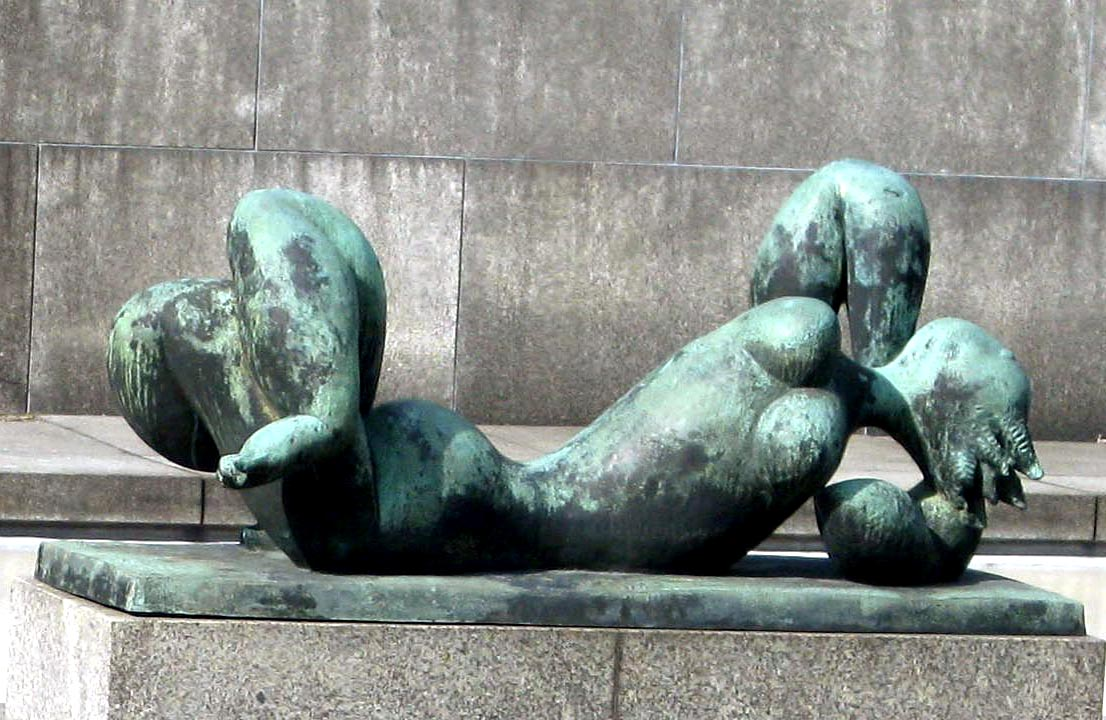
Henri Laurens, Podzim, Berlín

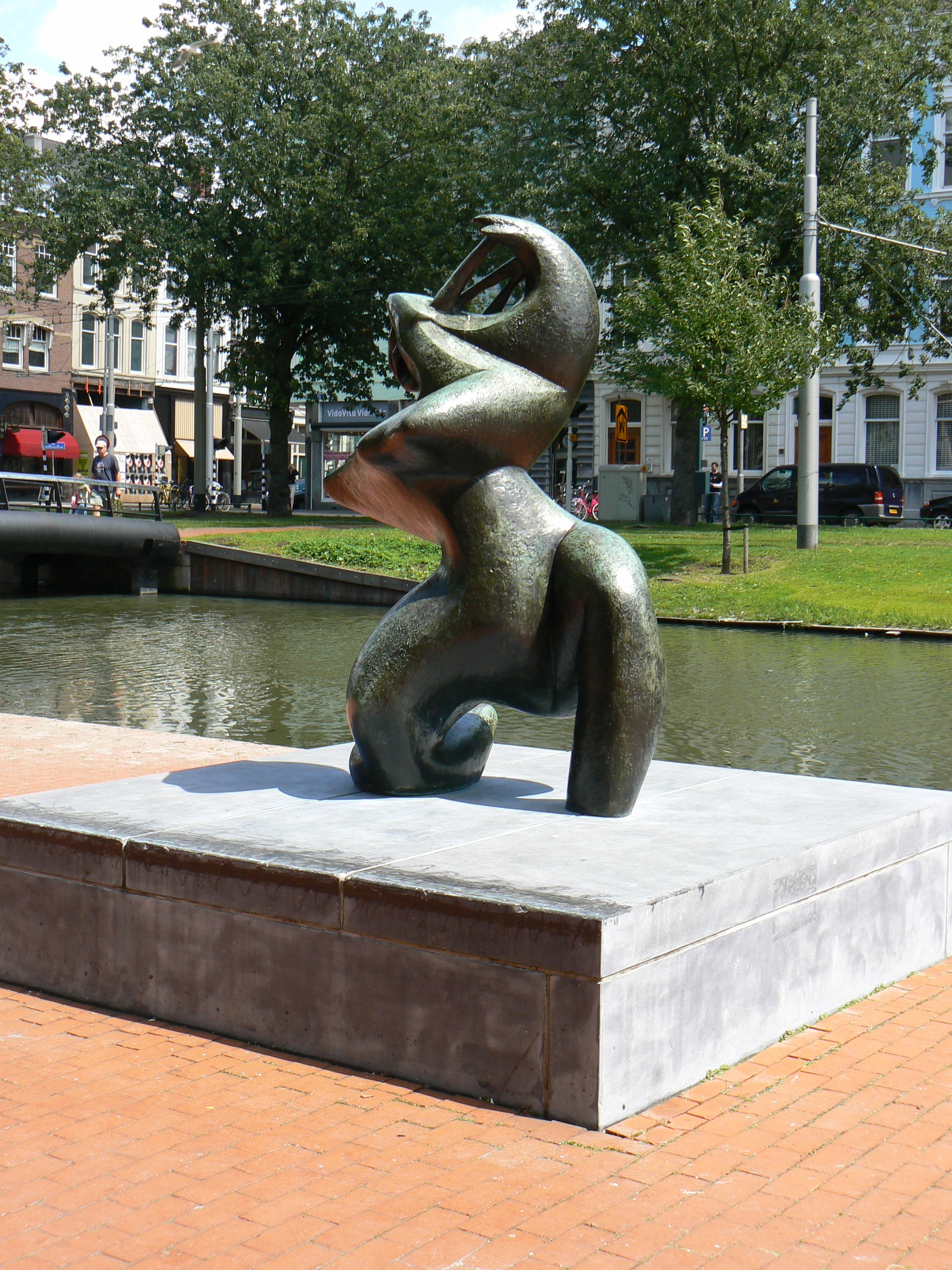
Henri Laurens, La Grande Musicienne

V letech 1914-1915 vytvořil sérii kubistických soch ze dřeva, kovu a polychromované sádry. Polychromie měla zrušit proměnlivé účinky světel a stínů a dát sochám jejich vlastní vyzařování. Námětem byla lidská figura nebo předměty typické pro kubistická zátiší jak lahev nebo kytara. Laurens přikládal prázdnému prostoru ve svých plastikách stejný význam jako plnému tvaru a postupně ho zdůrazňoval.
S jeho sochařskou tvorbou souvisejí koláže, kde při redukci plastik do plochy užil náhradou za dřevo, kov nebo sádru obyčejné materiály (elementy skutečnosti) a polychromii soch nahradil kvašem (Láhev a sklenice, 1917).
Kolem roku 1919 se vrátil k sochařství v kameni a předchozí kubistickou zkušenost a stylizovanou podobu černošských masek spojil v portrétech skládaných z rovných ploch, které se sbíhají v ostrých úhlech (Hlava mladé dívky, 1920). Z roku 1920 je jeho terakotová Mísa s hrozny (Compotier aux raisins).
Během následujících let Laurens postupně opustil kubismus a v souvislosti s novým tématem tvorby, stylizovanou ženskou postavou, se vrátil měkkým a plynulým křivkám a objemům. Jeho pozdní tvorba se vyznačuje nadsazenými a deformovanými tvary, které jsou výsledkem podvědomého záměru, řídí se potřebou rytmizovat objem a mají svůj protějšek v postkubistické malbě Pabla Picassa.

### Malířská, scénografická a grafická tvorba
V letech 1917-1919 se zabýval leptem a ilustroval knihy Paula Derméea (Spirales, 1917). Roku 1924 byl autorem scénografie pro balet Dariuse Milhauda Le Train bleu, ke kterému navrhla kostýmy Coco Chanel. Koncem dvacátých let opustil kubismus a v jeho kresbách se objevují studie ženské postavy (Sedící žena, Tate Gallery). Krátce po válce vytvořil soubory barevných dřevorytů jako ilustrace ke knihám Theokritos, Les Idylles (1945, nakl. Tériade) Lúkianos, Loukios ou l’âne (1947, nakl. Tériade). Kolem roku 1950 se zabýval litografií.

### Známá sochařská díla
- 1915 Le Clown, Moderna Museet, Stockholm
- 1918 Bouteille et verre, Tate Gallery
- 1918 Compotier aux raisins, Centre Georges Pompidou [4]
- 1918/19 Téte, Centre Georges Pompidou[5]
- 1920 Tête de jeune fille (kámen), Tate Gallery[6]
- 1929 Grande femme au miroir,
- 1933 Océanide (215 cm), Antwerpy
- 1934 Les Ondines (80 cm),Donald M. Kendall Sculpture Gardens[7]
- 1934 Myrmidia, Musée des beaux-arts de Lyon [8]
- 1934 La Negresse,Pinakothek der Moderne, Mnichov[9]
- 1938 La Grande Musicienne, Rotterdam
- 1939 Drapeau, Centre Pompidou
- 1940 Metamorphose, Centre Pompidou
- 1941 Adieu (73 cm), Centre Pompidou
- 1944 Le Matin, Bielefeld[10]
- 1948 L'Automne, Tate Modern

### Zastoupení ve sbírkách (výběr)
- Národní galerie v Praze
- Museum of Modern Art, New York
- Tate Gallery, Londýn
- Stedelijk Museum, Amsterdam
- Museum Frieder Burda, Baden-Baden
- Kunstmuseum Basel
- Nationalgalerie, Berlin
- Kunstmuseum Bern
- Museum am Ostwall, Dortmund
- Wilhelm-Lehmbruck-Museum, Duisburg
- Sprengel-Museum, Hannover
- Musée National d’Art Moderne, Paris
- Musée Picasso, Paris
- Philadelphia Museum of Art
- Staatsgalerie Stuttgart
- Kunsthaus Zürich